# Линейни крайцери тип „B-65“
„B-65“ (на японски: B65型大型巡洋艦) са нереализиран тип линейни крайцери на Императорските ВМС на Япония от началото на 1940-те години.

## История на създаването
След приемането в САЩ на актовете от 14 юни („Трети план на Винсън“) и на 19 юли („Програма на два океана“) 1940 г. японският Морски генерален щаб (МГЩ) преразглежда обсъждащите се от 1938 г. проекти за петата и шестата програми за попълване на флота. Предложеният на 7 януари 1941 г. вариант на програмите включва в себе си построяването в десетгодишен срок на 28 нови крайцера, в т.ч. шест големи – „Супер A“. Тези кораби трябва да станат отговор на американските линейни крайцери от типа „Аляска“, поръчката за които е дадена на 5 септември 1940 г. и които по данни на японското разузнаване трябва да осъществяват прикритието на главните сили на флота. Влизащите в проекта на петата програма две единици трябва да съставят 8-ма дивизия, а четирите единици от шестата – 7-ма. Двете съединения е планирано да се включат в състава на Втори флот и да се използват за защитата на неговите крайцери и разрушители в нощните им торпедни атаки против американския флот.
Двата крайцера от проекта B-65 (обозначение на МГЩ – V-16) от петата програма, известни с временните си номера 795 и 796, се предполага да бъдат заложени в корабостроителницата на Арсенала на флота в Куре в периода 1943 – 1944 г. и да се предадат на флота в периода 1945 – 1946 г. Обаче поради започването на реализацията на първия етап от военните приготовления от 15 ноември 1940 г. и прекомерното натоварване на корабостроителните предприятия перспективите за изпълнение на амбициозните планове стават малореални. На 6 ноември 1941 г. построяването на корпуси № 795 и 796 е отложена за неопределен срок. След поражението при Мидуей петата програма за попълване на флота е отменена, заменящата я от 21 септември 1942 г. програма за военните кораби вече не включва големите крайцери.

## Конструкция
Основното въоръжение на крайцерите трябва да станат проектиращите се 310-мм оръдия Тип 0 с дължина на ствола 50 калибра в три триоръдейни кули. Далечината на тяхната стрелба с 561-кг бронебоен снаряд достига 32 920 метра, а скорострелността – три изстрела в минута. За управлението на техния огън се предвиждат два директора Тип 94 с 8-м далекомери. Също е разглеждан вариант с главен калибър от шест 360-мм оръдия с дължина на ствола 45 калибра в три двуоръдейни кули.
ПВО на крайцерите трябва да включва шестнадесет 100-мм оръдия Тип 98 с дължина на ствола 65 калибра в осем двуоръдейни установки Тип 98 мод. А мод. 1 и четири строени 25-мм автомата Тип 96 в централната част на кораба, а също две сдвоени 13,2-мм картечници Тип 93 на мостика. За управление на огъня на 100-мм оръдия и 25-мм автомати се предвиждат четири ПУАЗО Тип 94, за 13,2-мм картечници – от директор Тип 95.
Броневата защита на крайцерите се проектира, изходя от изискванията да издържа на обстрел с 305-мм снаряди от далечина 20 000 – 30 000 метра и преки попадения на 800-кг авиобомби. Тя включва в себе си главен пояс от закалена хромникелова стомана Викерс с дебелина 190 мм с наклон от 20° и бронева палуба от хомогенна броня с дебелина 125 мм.

## Сравнение с аналозите
| Сравнителни ТТХ на големи крайцери от 1940-те години |                                                   |                                                                  |                                                        |                                                 |
|                                                      | „Аляска“                                          | „B-65“                                                           | Тип „О“                                                | Проект 69                                       |
| Година на разработка на проекта                      | 1940                                              | 1941                                                             | 1940                                                   | 1939                                            |
| Планирани/заложени/влезли в строй                    | 6/3/2                                             | 4/—/—                                                            | 3/3/—                                                  | 15/2/—                                          |
| Водоизместимост, стандартна/пълна, т                 | 29 779/34 253                                     | 31 400/34 950                                                    | ?/35 720                                               | 35 250/41 540                                   |
| Главен калибър                                       | 9 (3×3) 305-мм/50 Mk 8                            | 9 (3×3) 310-мм/50 Тип 0                                          | 6 (3×2) 380-мм/48 SKC/34                               | 9 (3×3) 305-мм/55 Б-50                          |
| Среднокалибрена и универсална артилерия              | 12 (6×2) 127-мм/38 Mk 12                          | 16 (8×2) 100-мм/65 Тип 98                                        | 6 (3×2) 150-мм/52,4 SKC/28 8 (4×2) 105-мм/63,3 FlaK 38 | 8 (4×2) 152-мм/58,6 Б-38 8 (4×2) 100-мм/56 Б-34 |
| Малокалибрена зенитна артилерия                      | 56 (14×4) 40-мм/56 „Бофорс“, 34 × 20-мм „Ерликон“ | 12 (4 × 3) – 25-мм/60 Тип 96 4 (2 × 2) 13,2-мм картечници Тип 93 | 8 (4×2) 37-мм/83 SKC/30 20 × 20-мм/65 FlaK 30          | 28 (7×4) 37-мм/73,5 70-К                        |
| Авиационно въоръжение                                | 2 катапулта, 4 хидросамолета                      | 1 катапулт, 3 хидросамолета                                      | 1 двоен катапулт, 4 хидросамолет                       | 1 катапулт, 2 хидросамолет                      |
| Бронева защита                                       | 229 мм пояс, 102 мм палуба                        | 190 мм пояс, 125 мм палуба                                       | 190 мм пояс, 80 мм палуба                              | 230 мм пояс, 90 мм палуба                       |
| Енергетична установка                                | паротурбинна, 150 000 к.с.                        | паротурбинна, 170 000 к.с.                                       | дизелна и паротурбинна, 175 000 к.с.                   | паротурбинна, 201 000 к.с.                      |
| Максимална скорост, възела                           | 33                                                | 33                                                               | 35                                                     | 33                                              |
| Далечина на плаване, мили (на скорост, възела)       | 12000 (15)                                        | 8000 (18)                                                        | 14000 (19)                                             | 8300 (14,5)                                     |
| Екипаж, души                                         | 1517                                              | 1300                                                             | 1965                                                   | 1037                                            |

## Коментари
1. ↑  Разпространеното обозначение на този проект като B-64 е погрешно, в действителност то принадлежи на много по-ранните крайцери от типа „Амаги“. Също е известен с индекса V-16, явяващ се временното обозначение на проекта от японския МГЩ.